# Piperrada
La piperrada es un acompañante gastronómico de origen francés, más concretamente gascón, extendido a la cocina vasca, navarra, riojana y aragonesa, que se sirve generalmente con carnes y pescado. El nombre procede del occitano gascón piperrada, pipèr significando guindilla en este idioma. Es el equivalente de estas regiones del pisto, tan presente en toda la gastronomía española. 

## Características
La salsa se elabora mediante el dorado en una cazuela de diferentes verduras u hortalizas. Estas pueden variar pero el pimiento no debe faltar. Algunas de las que se utilizan: el pimiento verde, el pimiento rojo (en el País Vasco Francés (Pirineos Atlánticos) Francia, suelen ser de la variedad pimiento de Espelette y pimiento de Anglet), cebolla y tomate. También se puede preparar como primer plato añadiendo a la cazuelita un huevo para que cuaje. Los colores reflejan la coincidencia de los colores de la ikurriña (bandera vasca), rojo, verde y blanco.Se utiliza también en la preparación del poulet basquaise y de la axoa, platos típicos del país vasco francés.